# Β-Bisabolen
β-Bisabolen gehört zu den Bisabolenen und ist ein monocyclisches Sesquiterpen. Es hat einen balsamartigen Geruch.

## Vorkommen
β-Bisabolen kommt in zahlreichen Pflanzen, wie Pfeffer (Piper nigrum), Ingwer (Zingiber officinale), Ginseng (Panax quinquefolius), Oregano (Origanum vulgare), Kubebenpfeffer (Piper cubeba), Süßdolde (Myrrhis odorata), Plectranthus barbatus, Baldrian (Valeriana officinalis), Zitrone (Citrus limon), Thai-Ingwer (Alpinia galanga), Ptychopetalum olacoides, Möhren (Daucus carota), Basilikum (Ocimum basilicum), Indisches Basilikum (Ocimum tenuiflorum), Guave (Psidium guajava) und Sand-Thymian (Thymus serpyllum) und dort insbesondere in den ätherischen Ölen vor.

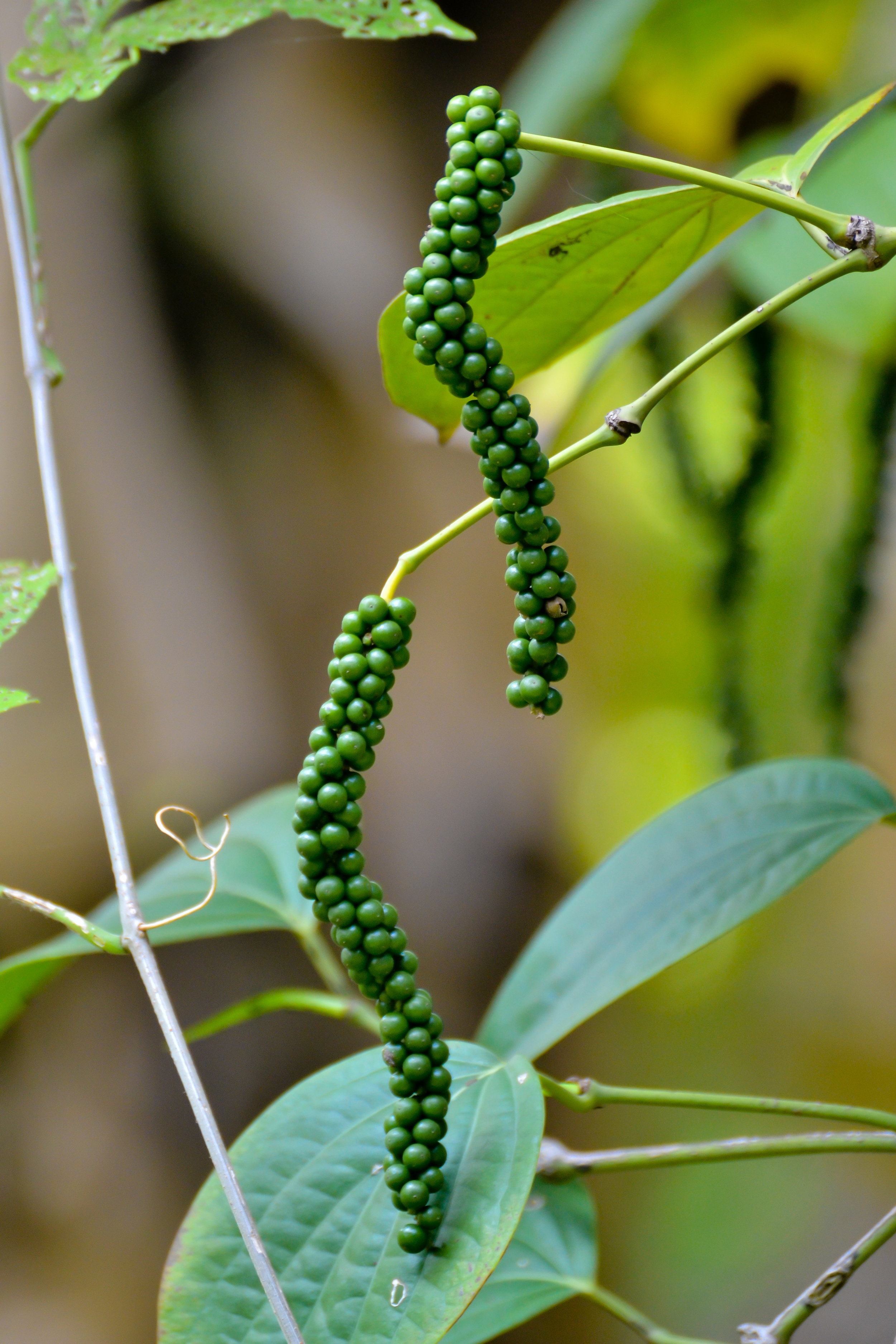
Pfeffer
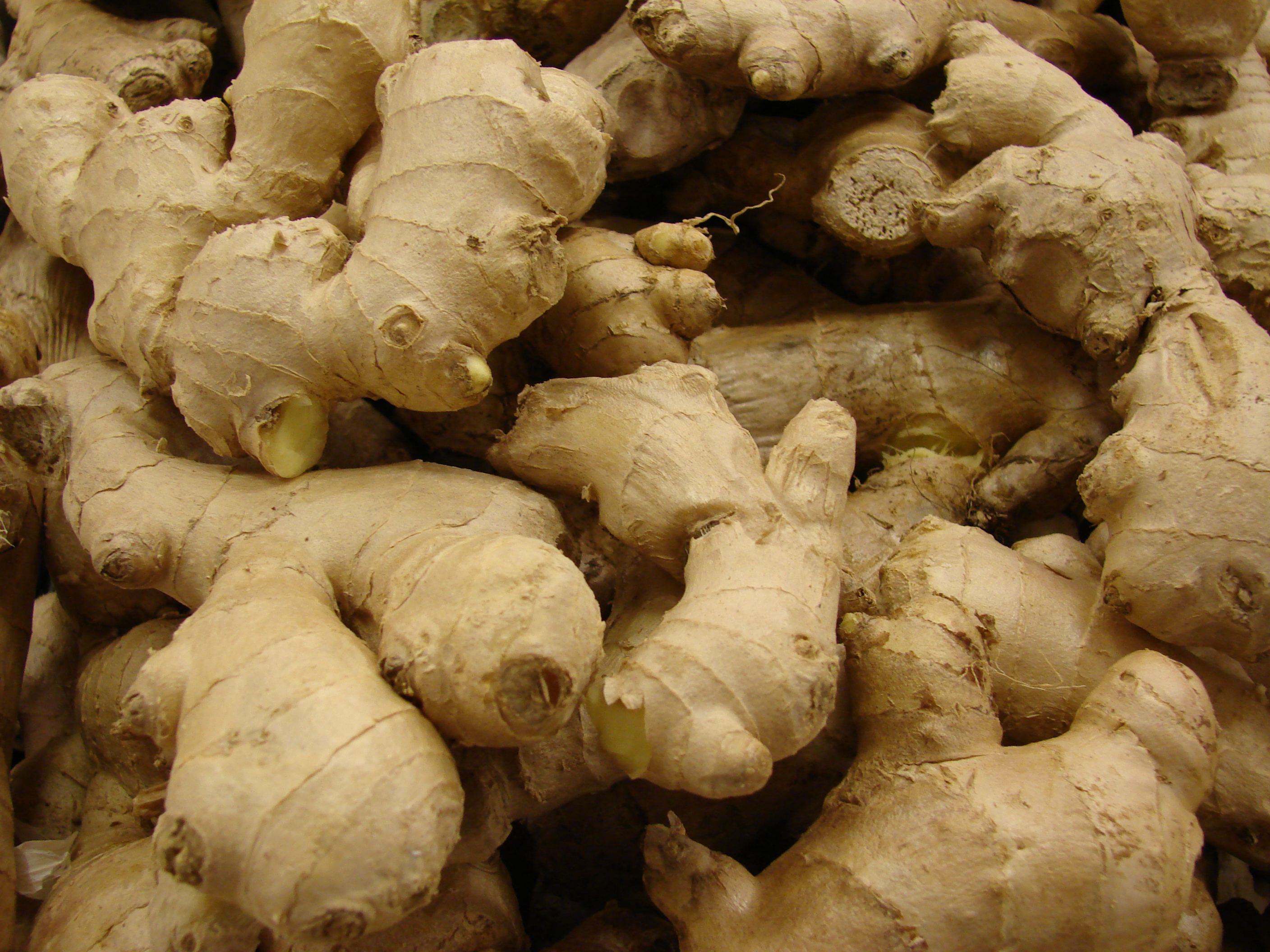
Ingwer
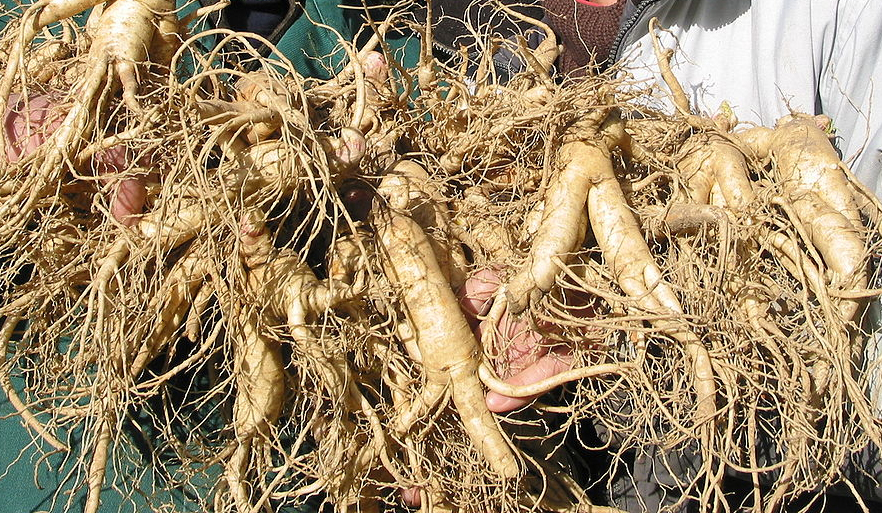
Ginseng
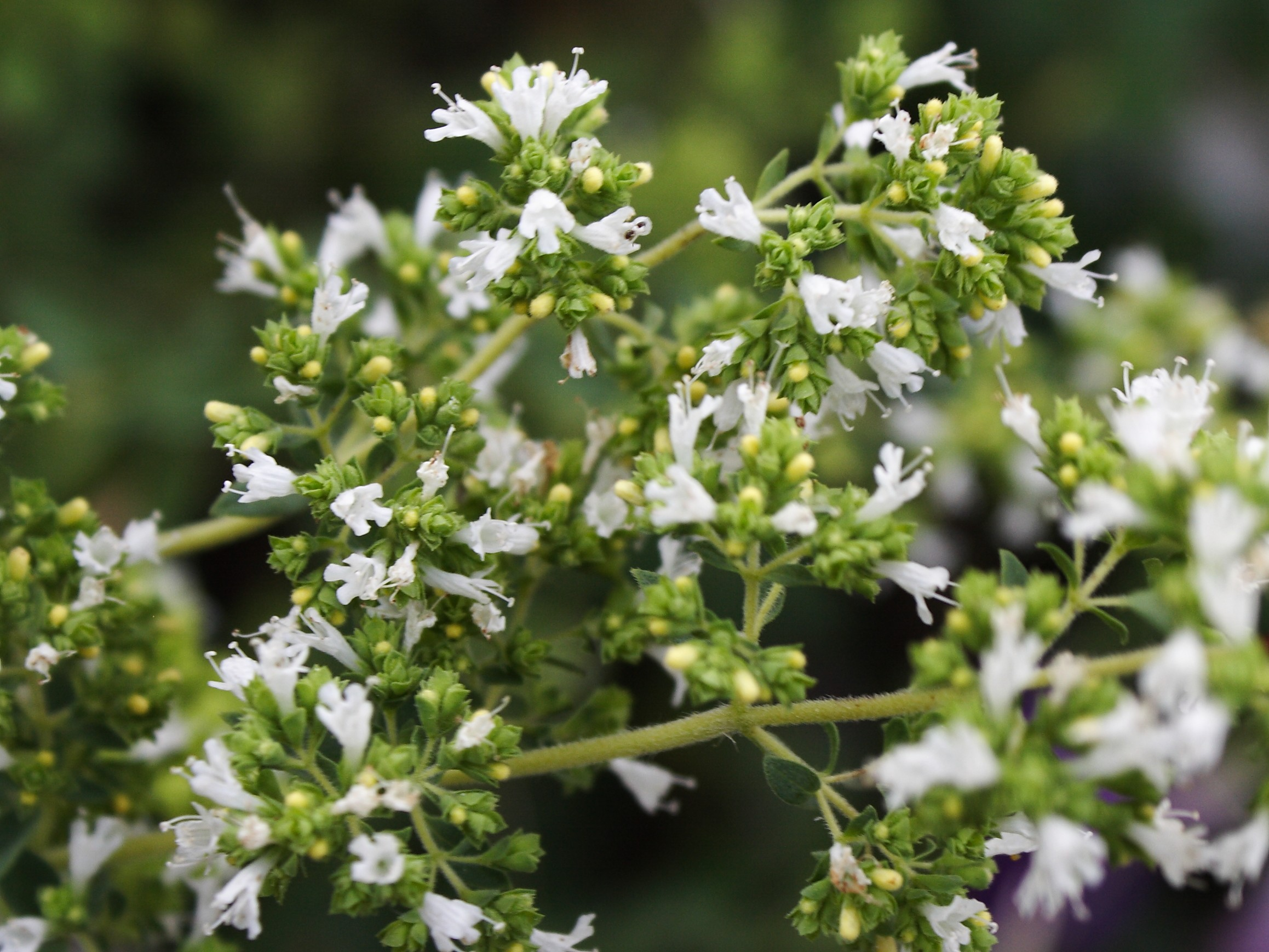
Oregano
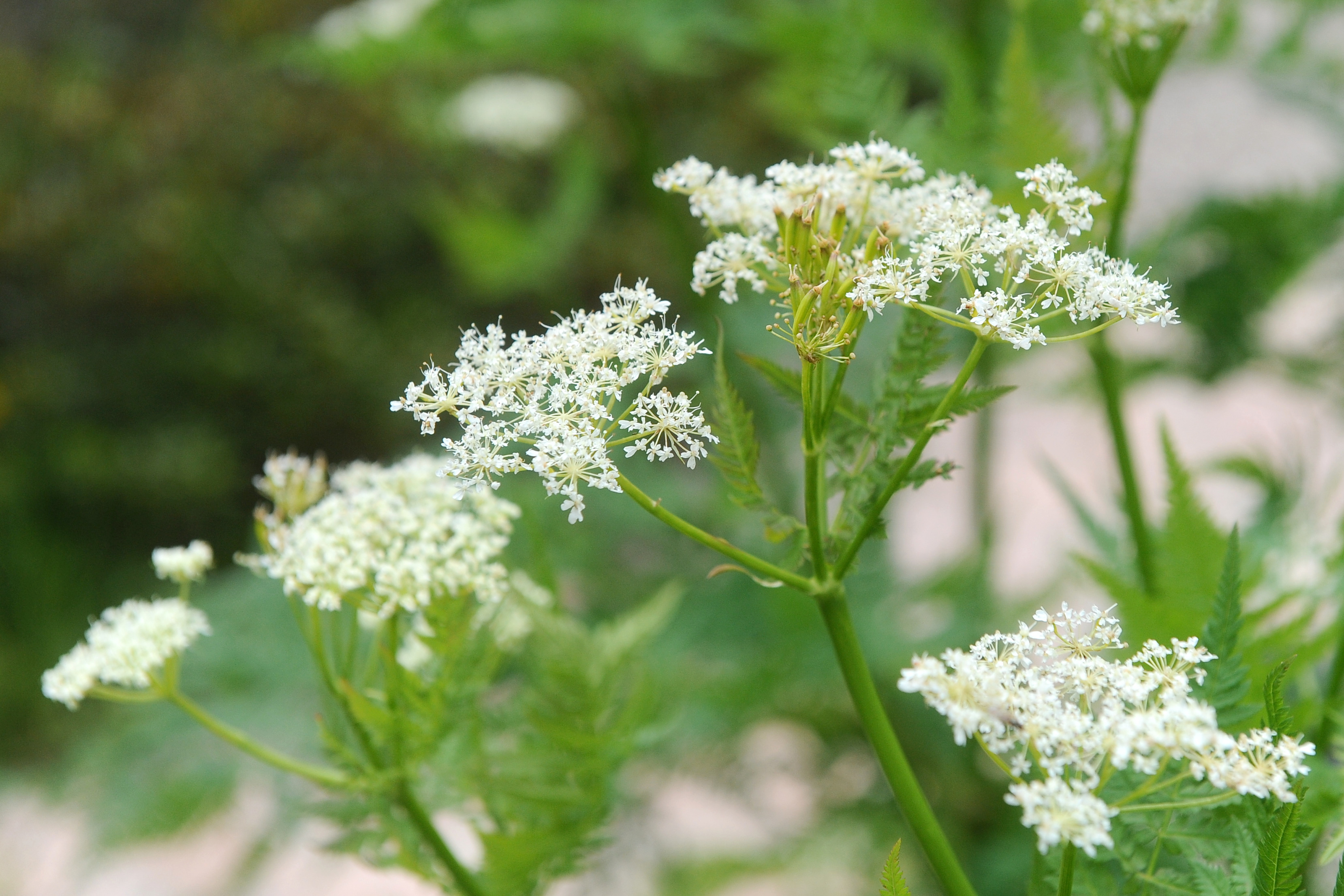
Süßdolde

Vom Bisabolen leitet sich das Hernandulcin ab, ein natürlicher Süßstoff aus dem Aztekischen Süßkraut Lippia dulcis, der etwa tausend Mal süßer ist als Saccharose.

## Gewinnung
β-Bisabolen kann natürlich aus Bergamottöl von Citrus bergamia gewonnen werden. Synthetisch kann es aus Farnesol (oder Nerolidol) durch Einwirkung von Formiat unter Wasserabspaltung erhalten werden.